# Karel Domin

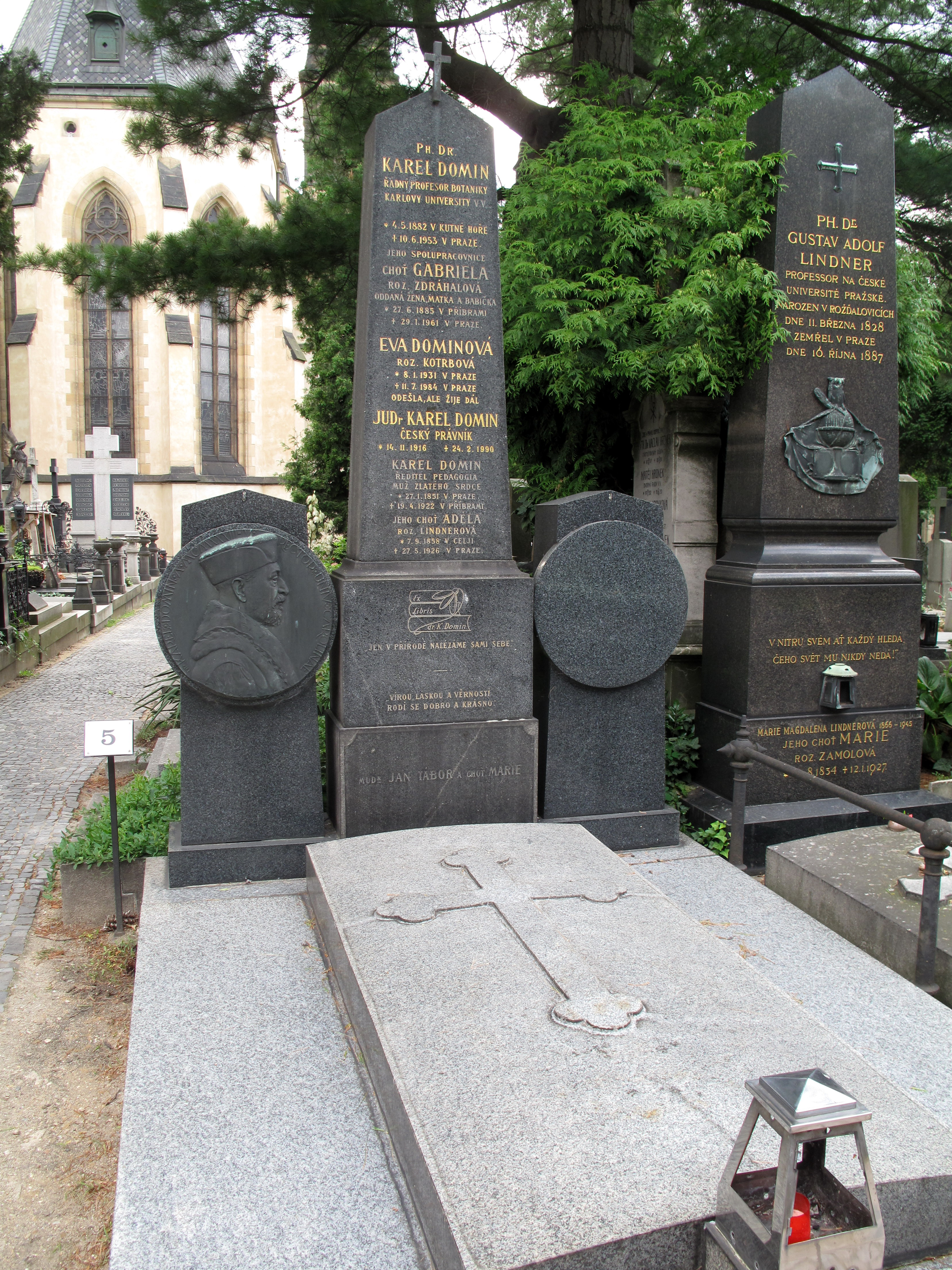
Hrob Karla Domina na Vyšehradském hřbitově

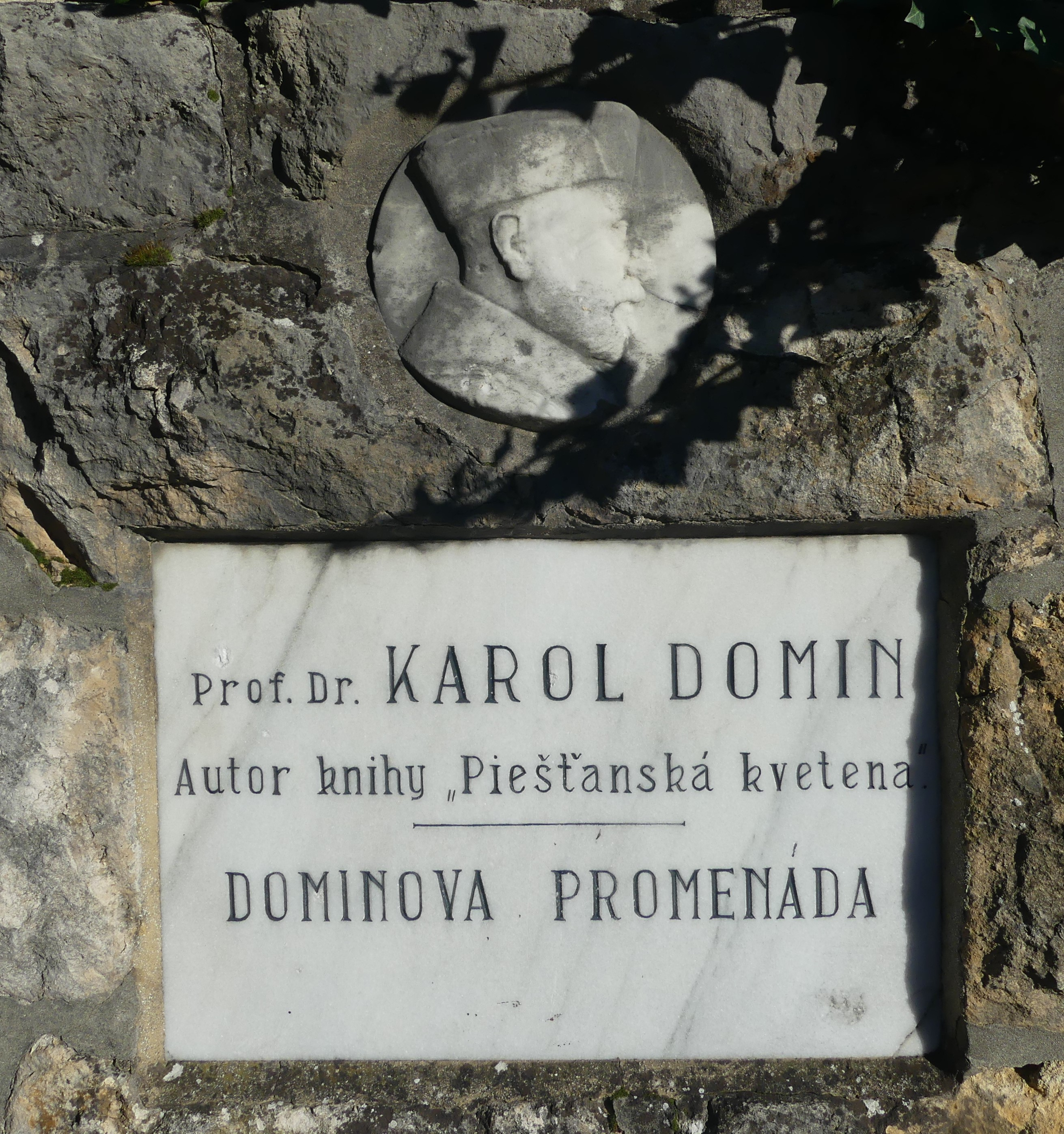
Pamětní deska Karola Domina v Piešťanech

Karel Domin (4. května 1882 Kutná Hora – 10. června 1953 Praha) byl český botanik, vysokoškolský pedagog a nacionalistický politik.

## Život
Narodil se v Kutné Hoře, kde jeho otec Karel Domin působil jako učitel na učitelském ústavu. Dědečkem z matčiny strany (a také kmortem u křtu) byl Gustav Adolf Lindner. Karel Domin vystudoval botaniku na České univerzitě v Praze. Po habilitaci v roce 1906 byl roku 1916 jmenován profesorem botaniky. Jeho vědecká činnost se zaměřovala především na taxonomii rostlin, fytogeografii a geobotaniku. Prováděl též floristický výzkum Československa a účastnil se i expedice do jihovýchodní Asie. Věnoval se také ochraně přírody a je považován za člověka, který se nejvíce zasadil o vznik Tatranského národního parku.
V letech 1922–1923 byl děkanem Přírodovědecké fakulty Univerzity Karlovy a v letech 1933–1934 rektorem Univerzity Karlovy. Angažoval se v nacionalistickém hnutí Vlajka, jehož čestným členem se stal roku 1936. Jako rektor se snažil o získání finančních prostředků na rekonstrukci Karolina a angažoval se při takzvané insigniádě, v jejímž rámci stál na straně těch, kteří požadovali vydání univerzitních insignií, které protiprávně zadržovala Německá univerzita v Praze.
V letech 1935 až 1939 byl Karel Domin poslancem Národního shromáždění republiky Československé, do kterého byl zvolen za nacionalistické Národní sjednocení. V době druhé republiky byl členem organizace Akce národní obrody. Po druhé světové válce a nástupu komunistů k moci se již ke své vědecké práci nemohl pro své nacionalistické politické názory vrátit.
V Praze 13 je po něm pojmenována ulice – Dominova. Jeho jméno nese i Dominova skalka.
Dominovo jméno nese i lokalita v západoslovenském pohoří Považský Inovec (D. kopanica, někdy i D. lúka, asi 2 km jižně od Nové Lehoty, GPS 48.6384097N, 17.9701050E) nebo Dominova skalka ve Slavkovském lese.

## Zajímavost
Čeněk Šlégl ve filmu Kantor Ideál z roku 1932 hraje roli jistého Karla Domina, majitele zámku.